# 1847 en journalisme
Cet article présente les faits marquants de l'année 1847 en journalisme.

## Évènements
- 10 juin : Création du quotidien le Chicago Tribune[1].